# 子育地蔵

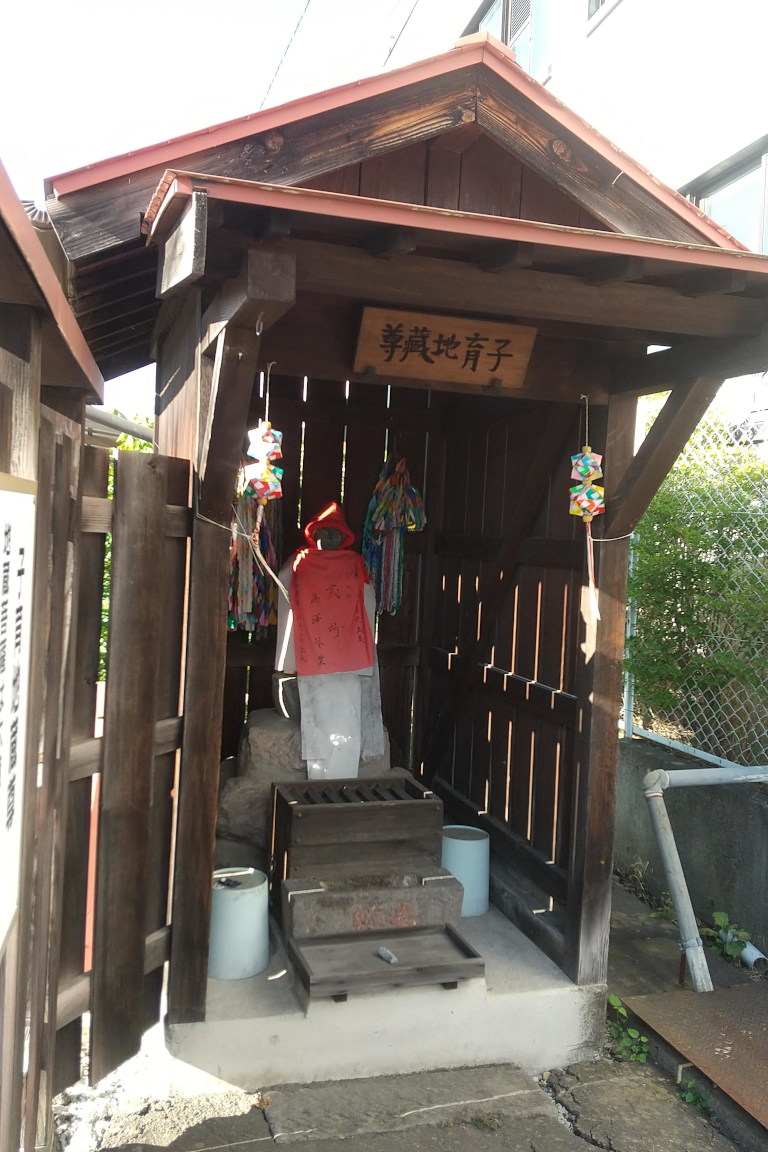
子育地蔵

子育地蔵（こそだてじぞう）は、長野県佐久市岩村田の地蔵堂の地蔵尊、石仏。

## 概略
子育地蔵（こそだてじぞう）は、長野県佐久市岩村田の柳堂地区の地蔵堂に祀られている。今も、子供が水疱、風邪、麻疹、おたふく風邪などになった時、お参りすれば、治るとか、子供が丈夫に育つとか、言われ、信仰されている。昭和7年（1932年）に岩村田蔦石地区から、柳堂地区に遷された。毎年秋に縁日を開き、近くの西念寺住職が読経し、多くの子供や崇敬者などが参拝する。「さらわれし 祖が幼児よ 地蔵尊 果てしなく追う 蔦石の森」の悲しい歌が残っている。地蔵の台座石は岩村田七石(蔦石、潰石、赤石、夫婦石、信濃石、鞍掛石、勝田石)中の「夫婦石(みょうといし)」の一部。
ところで、この地蔵より以前にも、蔦石に子育地蔵があったが、安土桃山時代の天正年間に岩村田住民の多くが上州藤岡へ移住した時に、この地蔵を背負って運び、藤岡の宮本町に安置したという。